# 科尔伯龙
科尔伯龙（法語：Corberon，法語發音：[kɔʁbəʁɔ̃]）是法国科多尔省的一个市镇，位于该省南部，属于博讷区。

## 地理
科尔伯龙（47°0'30"N, 4°59'40"E）面积11.72 平方千米，位于法国勃艮第-弗朗什-孔泰大區科多尔省，该省份为法国中东部省份，北起奥布省，西接涅夫勒省和约讷省，南至索恩-卢瓦尔省，东南接汝拉省，东临上索恩省，东北部与上马恩省接壤。
与科尔伯龙接壤的市镇（或旧市镇、城区）包括：维利莱穆蒂耶、科尔让古、拉贝热芒莱瑟尔、马里尼莱勒莱、蒙曼。

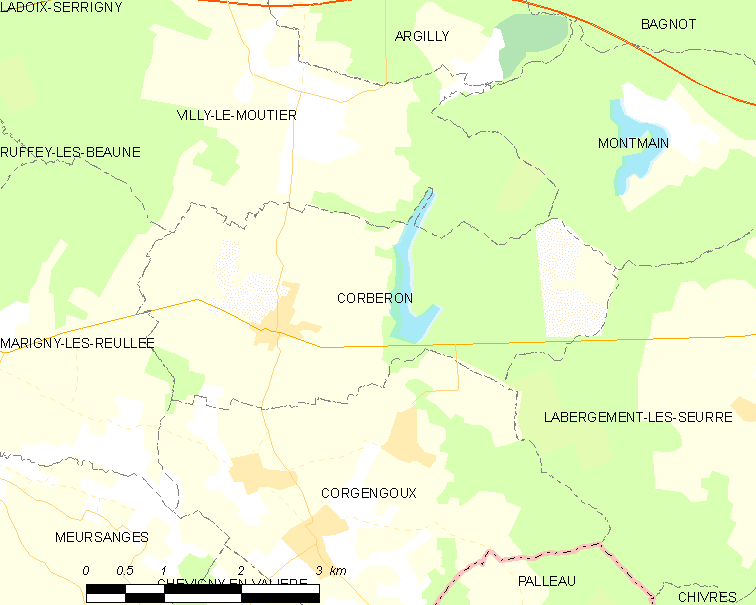
科尔伯龙的OSM定位图

科尔伯龙的时区为UTC+01:00、UTC+02:00（夏令时）。

## 行政
科尔伯龙的邮政编码为21250，INSEE市镇编码为21189。

## 政治
科尔伯龙所属的省级选区为拉杜瓦-塞里尼县。

## 人口

1962-2008年间科尔伯龙人口变化图示

科尔伯龙于2022年1月1日时的人口数量为429人。